# Mount Birks
Mount Birks är ett berg i Antarktis. Det ligger i Västantarktis. Argentina, Chile och Storbritannien gör anspråk på området. Toppen på Mount Birks är 1 035 meter över havet, eller 498 meter över den omgivande terrängen. Bredden vid basen är 4,2 km.
Terrängen runt Mount Birks är varierad. Trakten är obefolkad. Det finns inga samhällen i närheten.